# Hernando (Mississippi)
Hernando település az Amerikai Egyesült Államok Mississippi államában, DeSoto megyében, melynek megyeszékhelye is. Lakosainak száma 17 138 fő (2020. április 1.).

## Népesség
A település népességének változása:

| 2010 | 14 090 |
| 2020 | 17 138 |